# Proseniško
Proseniško este o localitate din comuna Šentjur, Slovenia, cu o populație de 401 locuitori.